# Fors socken, Västergötland
Fors socken i Västergötland ingick i Flundre härad, ingår sedan 1971 i Trollhättans kommun och motsvarar från 2016 Fors distrikt.
Socknens areal är 40,77 kvadratkilometer varav 38,63 land. År 2000 fanns här 2 686 invånare.  Tätorten Sjuntorp och dess del och den tidigare kyrkbyn Fors med sockenkyrkan Fors kyrka ligger i socknen.   

## Administrativ historik
Socknen har medeltida ursprung. 
Vid kommunreformen 1862 övergick socknens ansvar för de kyrkliga frågorna till Fors församling och för de borgerliga frågorna bildades Fors landskommun  Landskommunen inkorporerades 1952 i Flundre landskommun som upplöstes 1971 då denna del uppgick i Trollhättans kommun. Församlingen uppgick 2008 i Fors-Rommele församling som 2010 överfördes från Göteborgs stift till Skara stift. 1 januari 2023 uppgick Fors-Rommele församlingen i en nybildad Rommele församling.
1 januari 2016 inrättades distriktet Fors, med samma omfattning som församlingen hade 1999/2000.  
Socknen har tillhört län, fögderier, tingslag och domsagor enligt vad som beskrivs i artikeln Flundre härad. De indelta soldaterna tillhörde Västgöta regemente, Barne kompani och de indelta båtsmännen tillhörde Västergötlands båtsmanskompani..

## Geografi och natur
Fors socken ligger söder om Trollhättan med sjön Gravlången i sydost, Göta älv i nordväst och kring Slumpån. Socknen är kring vattendragen en uppodlad slättbygd som omges av skogsbygd i norr och söder.
Långemossens naturreservat som delas med Fuxerna socken i Lilla Edets kommun är ett kommunalt naturreservat. Största insjö är Gravlången som delas med Rommele och Upphärads socknar i Trollhättans kommun samt Tunge och Ale-Skövde socknar i Lilla Edets kommun.
En sätesgård var Torpa säteri.
I kyrkbyn Fors fanns förr ett gästgiveri.
| - Sjuntorp var vid 1880-talet ett bomullsspinneri nära Lerumsån. Här fanns också kvarnar, såg och tegelbruk. - Skrehall, vid 1880-talet fanns här en poststation. - Björkebacken - Blackstorp, by vid Lerumsån. - Dammen - Flundervalla, by nära Göta älv. - Forsbacka, by nära sjön Gravlången. - Hedan, by vid Göta älv. - Lövås, by nära sjön Gravlången. - Solberga, by nära Lerumsån. - Sörby, by nära Lerumsån. - Torpa, by vid Göta älv. Vid 1880-talet fanns här hälsobrunnen Torpa källa, en saltkälla och ett stort tegelbruk. - Ulvstorp - Ålestad, by med kvarn i Rommele och Fors socknar nära sjön Gravlången. | - Grandalen - Gräsmaen - Hovgården - Hulteberg, gård nära Lerumsån. - Humlekärr, gård nära Göta älv. - Kassviken, gård vid sjön Gravlången. - Kulemosse, gård nära sjön Gravlången. - Lid, gård vid sjön Gravlången. - Lipered - Lunden - Luren, gård vid Göta älv. - Rämjan - Takebräckan, gård nära sjön Gravlången. - Törestorp, gård vid sjön Gravlången. - Ulvsbo, gård vid sjön Gravlången. |

## Fornlämningar
Några boplatser och fem hällkistor från stenåldern är funna. Från järnåldern finns gravfält, stensättningar och resta stenar.

## Befolkningsutveckling
Befolkningen ökade från 959 1810 ganska regelbundet till 2 640 1990.

## Namnet
Namnet skrevs 1338 Forssom kommer från kyrkbyn och syftar på en fors i Slumpån.